# John Hensley
John Carter Hensley (ur. 29 sierpnia 1977 w Louisville, w stanie Kentucky) – amerykański aktor telewizyjny, występował w roli Matta McNamary w serialu Bez skazy (Nip/Tuck).
Kiedy miał trzy lata, jego rodzice rozwiedli się, wraz ze swoją siostrą wychowywany był między matką a ojcem. Uczęszczał do Fort Lewis College w Durango, w stanie Kolorado. Pracował na ranczo koni w Wyoming. Podczas pobytu w Nowym Jorku został odkryty przez menadżera.
Debiutował na szklanym ekranie w komediowej serii Powrót do klasy (Strangers with Candy, 1999) jako student. Potem wystąpił w serialach: HBO Rodzina Soprano (The Sopranos, 2000), ABC Wszystko w rodzinie (Madigan Men, 2000) w roli Luke’a Madigana, Witchblade (2001–2002) i CBS CSI: Kryminalne zagadki Las Vegas (2007). Popularność przyniosła mu postać studenta Matta McNamary, syna doktora Seana McNamary (Dylan Walsh) (który go wychowywał) i doktora Christiana Troya (jego biologicznego ojca) i Julii Noughton (Joely Richardson) w serialu Bez skazy (Nip/Tuck), którą przyjął w 2003 roku.